# Cercle de l'aviron de Marseille
Le Cercle d'aviron de Marseille (CAM) est une école et un club d'aviron situé à Marseille au port de L'Estaque.
Ce club d'aviron compte plus de 400 licenciés, il a obtenu le label « École Française d'Aviron 3 étoiles » et il est l'un des clubs les plus titrés de France. L'aménagement du port de L'Estaque est privilégié pour la pratique de l'aviron, avec les longues digues précédant le tunnel du Rove depuis les années 1920. En plus de l'apprentissage de ce sport, le club gère l'entrainement de compétiteurs de haut-niveau. Le club a ainsi formé sept champions du monde, un sélectionné olympique, plus d'une centaine d'internationaux seniors ou juniors et plus d'une centaine d'équipages champions de France2.

## Classement
|                                                                  | 1993 | 1994 | 1995 | 1996 | 1997 | 1998 | 1999 | 2000 | 2001 | 2002 | 2003 | 2004 | 2005 | 2006 | 2007 | 2008 | 2009 | 2010 | 2011 | 2012 | 2013 | 2014 |
| ---------------------------------------------------------------- | ---- | ---- | ---- | ---- | ---- | ---- | ---- | ---- | ---- | ---- | ---- | ---- | ---- | ---- | ---- | ---- | ---- | ---- | ---- | ---- | ---- | ---- |
| Classement général                                               | 15   | 30   | 8    | 14   | 8    | 10   | 15   | 11   | 15   | 10   | 9    | 6    | 22   | 35   | 41   | 56   | 52   | 50   | 48   | 38   | 35   | 42   |
| Classement masculin                                              | 7    | 18   | 7    | 38   | 11   | 7    | 28   | 16   | 43   | 18   | 25   | 16   | 41   | 88   | 37   | 74   | 41   | 69   | 53   | 58   | 39   | 41   |
| Classement féminin                                               | 51   | 57   | 14   | 13   | 16   | 11   | 13   | 20   | 8    | 8    | 8    | 2    | 22   | 21   | 39   | 83   | 77   | 70   | 49   | 38   | 39   | 61   |
| Classement jeunes                                                |      |      |      |      |      |      |      |      |      |      |      |      |      |      | 67   | 67   | 71   | 62   | 48   | 24   | 2    | 15   |
| Sources: Classements annuels de la fédération française d'aviron |      |      |      |      |      |      |      |      |      |      |      |      |      |      |      |      |      |      |      |      |      |      |